# Festival Internacional de Cine de Berlín de 1979
La 29ª edición del Festival de Cine de Berlín se llevó a cabo desde el 20 de febrero al 3 de marzo de 1979.
La retrospectiva fue dedicada al actor italiano Rudolph Valentino y otro titulado "We Danced Around the World. Revue Films".
El Oso de Oro fue otorgado a David dirigido por Peter Lilienthal..
La polémica del año la protagonizó la película El cazador de Michael Cimino. Su elección en la competición oficial estuvo acompañada por críticas, que fue acusada de racista, y diferentes países decidieron retirar sus películas como protesta.

## Jurado
Las siguientes personas fueron escogidas para el jurado de esta edición:
Jurado oficial
- Jörn Donner, cineasta finlandés - Presidente
- Julie Christie, actriz británica
- Romain Gary, escritor y guionista francés
- Ingrid Caven, actriz y cantante alemán
- Georg Alexander, actor alemán
- Liliana Cavani, director italiano
- Paul Bartel, actor y director estadounidense
- Pál Gábor, director y guionista húngaro
- Věra Chytilová, directora y guionista checolosvaca

## Películas en competición
La siguiente lista presenta a las películas que compiten por Oso de Oro:
| Título en español              | Título original              | Director(es)                  | País        |
| ------------------------------ | ---------------------------- | ----------------------------- | ----------- |
| La adolescente                 | L'Adolescente                | Jeanne Moreau                 | Francia     |
| Albert - warum?                | Albert - warum?              | Josef Rödl                    | RFA         |
| Iskanderija... lih?            | Iskanderija... lih?          | Youssef Chahine               | Egipto      |
| ''David''                      | ''David''                    | Peter Lilienthal              | RFA         |
| El cazador                     | The Deer Hunter              | Michael Cimino                | EE. UU.     |
| Ernesto                        | Ernesto                      | Salvatore Samperi             | Italia      |
| Die erste Polka                | Die erste Polka              | Klaus Emmerich                | RFA         |
| Hardcore                       | Hardcore                     | Paul Schrader                 | EE. UU.     |
| El corazón del bosque          | El corazón del bosque        | Manuel Gutiérrez Aragón       | España      |
| Operación Kassbach             | Kassbach – Ein Porträt]      | Peter Patzak                  | Austria     |
| Kejsaren                       | Kejsaren                     | Jösta Hagelbäck               | Suecia      |
| El amor en fuga                | L'amour en fuite             | François Truffaut             | Francia     |
| El matrimonio de María Braun   | Die Ehe der Maria Braun      | Rainer Werner Fassbinder      | RFA         |
| Meetings with Remarkable Men   | Meetings with Remarkable Men | Peter Brook                   | Reino Unido |
| Messidor                       | Messidor                     | Alain Tanner                  | Suiza       |
| Movie Movie                    | Movie Movie                  | Stanley Donen                 | EE. UU.     |
| Nosferatu, vampiro de la noche | Nosferatu: Phantom der Nacht | Werner Herzog                 | RFA         |
| Genèse d'un repas              | Genèse d'un repas            | Luc Moullet                   | Francia     |
| Parashuram                     | Parashuram                   | Mrinal Sen                    | India       |
| Phantom                        | Phantom                      | René Perraudin y Uwe Schrader | RFA         |
| A ménesgazda                   | A ménesgazda                 | András Kovács                 | Hungría     |
| Ubu                            | Ubu                          | Geoff Dunbar                  | Reino Unido |
| Vinterbørn                     | Vinterbørn                   | Astrid Henning-Jensen         | Dinamarca   |

## Fuera de competición
- Het verloren paradijs, dirigido por Harry Kümel (Bélgica)

### Retrospectiva y Homenaje
Las siguientes películas estaban incluidas en la retrospectiva dedicada a Marlene Dietrich (Parte 2): 
| Título en español                  | Título original                     | Director(s)        | País           |
| ---------------------------------- | ----------------------------------- | ------------------ | -------------- |
| All Night                          | All Night                           | Paul Powell        | Estados Unidos |
| Sangre y arena                     | Blood and Sand                      | Fred Niblo         | Estados Unidos |
| Eyes of Youth                      | Eyes of Youth                       | Albert Parker      | Estados Unidos |
| Monsieur Beaucaire                 | Monsieur Beaucaire                  | Sidney Olcott      | Estados Unidos |
| Moran of the Lady Letty            | Moran of the Lady Letty             | George Melford     | Estados Unidos |
| The Conquering Power               | The Conquering Power                | Rex Ingram         | Estados Unidos |
| The Eagle                          | The Eagle                           | Clarence Brown     | Estados Unidos |
| Los cuatro jinetes del apocalipsis | The Four Horsemen of the Apocalypse | Rex Ingram         | Estados Unidos |
| El caíd                            | The Sheik                           | George Melford     | Estados Unidos |
| El hijo del caíd                   | The Son of the Sheik                | George Fitzmaurice | Estados Unidos |
| The Wonderful Chance               | The Wonderful Chance                | George Archainbaud | Estados Unidos |

## Palmarés
Los siguientes premios fueron entregados por el jurado profesional:
- Oso de Oroː David de Peter Lilienthal
- Oso de Plata: El matrimonio de Maria Braun de Rainer Werner Fassbinder
- Oso de Plata. Premio especial del jurado: Alexandria... Why? de Youssef Chahine
- Oso de Plata a la mejor dirección: Astrid Henning-Jensen por Winterborn
- Oso de Plata a la mejor interpretación femenina: Hanna Schygulla por El matrimonio de Maria Braun
- Oso de Plata a la mejor interpretación masculina:  Michele Placido por Ernesto
- Oso de Plata por su contribución artística:
  - Henning von Gierke por Nosferatu, vampiro de la noche
  - Sten Holmberg por Kejsaren